# Chrząstów (województwo podkarpackie)
Chrząstów – wieś w Polsce, położona w województwie podkarpackim, w powiecie mieleckim, w gminie Mielec.
| SIMC    | Nazwa       | Rodzaj    |
| ------- | ----------- | --------- |
| 0655623 | Budy        | część wsi |
| 0655630 | Chrząstówek | część wsi |
| 0655646 | Kolonia     | część wsi |
| 0655652 | Średnik     | część wsi |
| 0655669 | Zawale      | część wsi |

W latach 1975–1998 wieś administracyjnie należała do województwa rzeszowskiego.
Na terenie miejscowości działają: szkoła podstawowa, Klub sportowy LKS Dromader Chrząstów oraz OSP Chrząstów działające w Krajowym Systemie Ratowniczo-Gaśniczym.
We wsi znajduje się powstała na początku lat 90. XX w. kaplica Dobrego Pasterza należąca do parafii Wszystkich Świętych w Chorzelowie.